# Perdita (luna)
Perdita  je Uranov notranji satelit. 

## Odkritje in imenovanje
Luno Perdito je odkril Erich Karkoschka 13 januarja 1999 na posnetkih, ki jih je naredil Voyager 2. S samim odkritjem je bilo povezanih nekaj težav. Prve posnetke ja naredila sonda Voyager 2 že leta 1986, vendar lune niso opazili na posnetkih še 10 let. V letu 1999 jo je opazil Erich Karkoschka. Takrat je dobila začasno oznako S/1986 U 10. Pozneje je niso več opazili, zato so njeno odkritje leta 2001 preklicali.
V letu 2003 jo je posnel Vesoljski teleskop Hubble na mestu, kjer so predvidevali, da bi lahko bila.
Uradno ime je dobila po Perditi iz Shakespearove tragikomedije Zimska pravljica. Znana je tudi kot Uran XXV.
Spada v »Porcijino skupin« lun, ki imajo podobne tirnice in fotometrične lastnosti. V to skupino spadajo še Bjanka, Kresida, Desdemona, Julija, Porcija, Rozalinda, Kupid in Belinda.

## Lastnosti
Luna Perdita kroži okoli Urana med luno Belindo in Puk. S pomočjo Vesoljskega teleskopa so ugotovili, da ne sledi popolnoma točno Keplerjevim zakonom. Ugotovili so, de je v 43 : 44 orbitalni resonanci z luno Belindo in je zelo blizu orbitalni resonanci 8 : 7 z luno Rozalindo. .

Oluni Perdita ni znanega ničesar drugega kot tirnica, premer (30 km) and geometrijski albedo (0,08).